# Herbert Noth

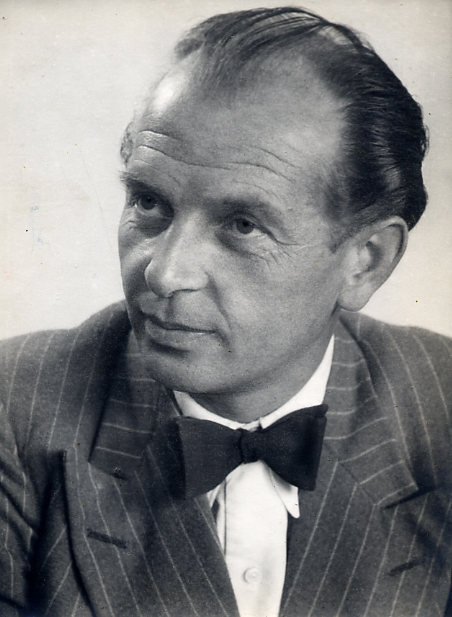
Porträt von Herbert Noth (um 1950).

Herbert Noth (* 19. März 1907 in Berlin; † 28. Januar 1967 in Günzburg) war ein deutscher Architekt und Hochschullehrer.

## Leben
Nach dem Schulbesuch bis zum Abitur in Berlin-Schmargendorf absolvierte Herbert Noth ein Praktikum als Maurer. Anschließend folgte das Studium der Architektur an der Technischen Hochschule München, das er nach der Vorprüfung unterbrach, um ein Praktikum als Zimmermann in Berlin zu absolvieren. Nach der Diplom-Prüfung 1930 war er bis 1933 selbstständig in Österreich und in der Schweiz tätig. Noth war mit Nora Noth geb. Gaedertz (1904–2003) verheiratet, mit der er drei Kinder hatte, darunter den Grafiker Volker Noth. Bis zum Beginn des Zweiten Weltkriegs besaß Noth ein eigenes Büro in Berlin-Charlottenburg. Darüber hinaus führte er die österreichischen und Schweizer Aktivitäten fort. Nach Kriegsbeginn baute er Soldatenheime in Norwegen. 1940 gründete er ein Zweigbüro in Prerow und verlegte 1943 sein Büro vollständig dorthin. Seit 1946 hatte er wieder ein eigenes Atelier in Berlin-Charlottenburg.
Am 15. Oktober 1946 wurde er als außerordentlicher Professor an die Hochschule für Bildende Künste Berlin für die Bereiche Entwerfen, Landwirtschaftliches Siedlungswesen, Heizung und Lüftung berufen. 1950 folgte die Berufung zum ordentlichen Professor für architektonisches Entwerfen und landwirtschaftliches Siedlungswesen. Insbesondere in Zusammenarbeit mit dem Unternehmen Philips projektierte er lichttechnische Anlagen auch in Bauten anderer Architekten. Er war Mitglied des Bundes Deutscher Architekten (BDA).

## Werk

### Bauten
- 1932: Wohnhaus G. in Ronco sopra Ascona
- 1949–1951: Umbau des Wohnhauses Hohensteinallee 4 in Berlin (Ursprungsbau 1935–1936 von Fritz August Breuhaus de Groot)
- 1950–1951: teilweiser Aus- und Wiederaufbau des Wohn- und Geschäftshauses Kurfürstendamm 227 in Berlin (Ursprungsbau 1887–1888 von Hermann Ziller[1])
- 1951: Luftreisebüro der Pan American Airways in Berlin, Kurfürstendamm
- 1952–1953: Parkhaus im Englischen Garten in Berlin-Tiergarten
- 1953–1954: Wohn- und Geschäftshaus Knesebeckstraße 54/55 in Berlin (gemeinsam mit Werner Weber)
- 1955–1956: Philips-Apparatefabrik in Berlin, Ullsteinstraße 73
- 1956: Kosmetische Fabrik Alfred Heyn GmbH in Berlin, Salzufer 9/10
- 1956–1957: Wohnanlage Seidelmeisterweg in Berlin
- 1956–1957: reduzierter Wiederaufbau des Verwaltungsgebäudes der Handwerkskammer zu Berlin in Berlin, Mehringdamm 14 (Ursprungsbau 1909–1910 von Meyer und Kreich mit Albert Sonnenburg)
- 1958: Einfamilienhaus Rönitz in Berlin
- 1958–1959: Verwaltungsgebäude der Deutschen Eisenbahn-Versicherungskasse in Berlin, Schöneberger Ufer 89
- 1959–1960: Klischeeanstalt Schütte & Behling in Berlin, Manteuffelstraße 24
- 1956–1961: GSW-Hauptverwaltung in Berlin, Kochstraße 22/23 (gemeinsam mit Paul Schwebes und Hans Schoszberger)
- 1960: Verwaltungsgebäude der Anton Schmittlein AG in Berlin, Burggrafenstraße 3
- 1959–1960: Verwaltungsgebäude und Pförtnerhaus der Volta-Werke in Berlin, Oraniendamm 66–72
- 1960: Berliner Bungalow auf der Grünen Woche in Berlin
- 1960: Kirche und Gemeindehaus der Baptisten-Gemeinde in Berlin, Tempelhofer Damm

### Schriften
- Viele Beiträge in: Gartenschönheit ab 1934
- Das schöne Blumenfenster, seine Konstruktion und Bepflanzung. Berlin 1940.
- Zweckgerechte Arbeitsmöbel für Büro und Wohnraum. München 1957.
- Muebles modernos para casas y oficinas. México 1965.

sowie diverse Beiträge in Zeitschriften und Sammelwerken